# Pyracantha koidzumii
Pyracantha koidzumii es una especie de arbusto perteneciente a la familia de las rosáceas. Es originaria de  Taiwán.

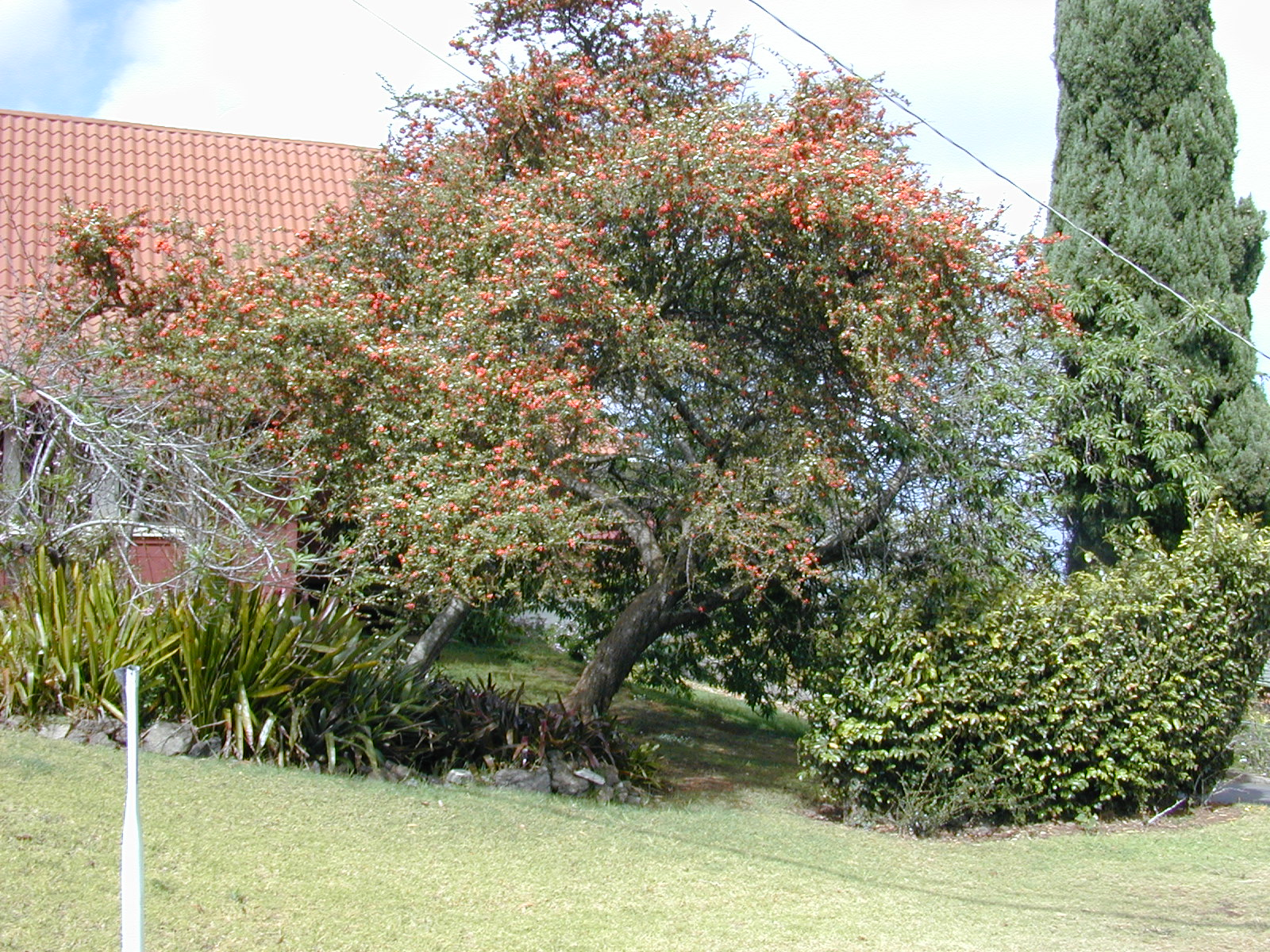
Vista de la planta

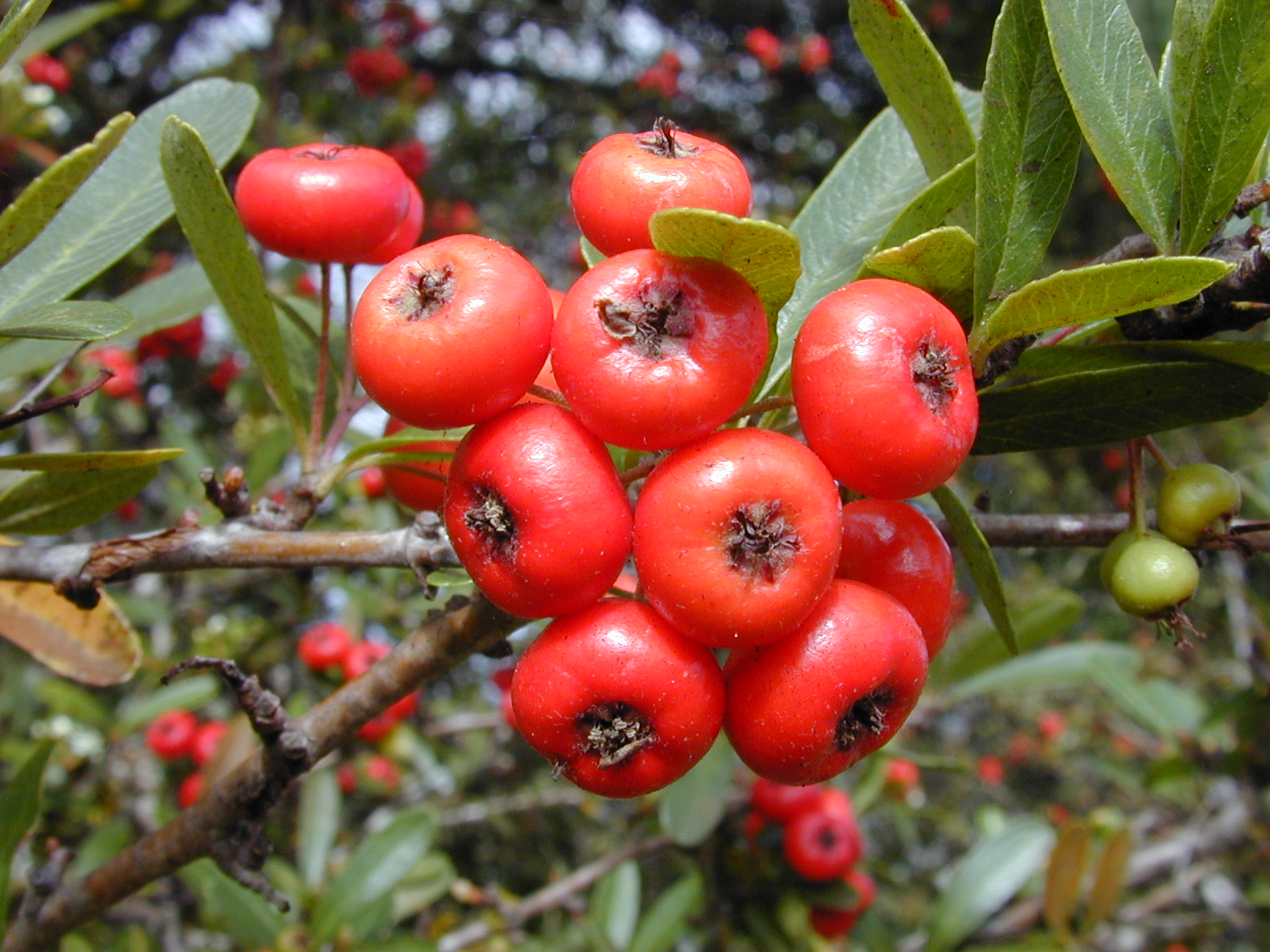
Frutos

## Descripción
Es un arbusto con ramillas de color gris oscuro, a menudo puntiagudas, inicialmente pubescentes, glabras en la vejez. Las hojas generalmente fasciculadas; con pecíolos de 3 mm, pubérulos; lámina angostamente elíptica a obovado estrecha, de 3-4.5 × 0.7-1.2 cm, el margen entero, el ápice ligeramente emarginado o truncado. La inflorescencia en corimbo de 3-4 cm de diámetro, con muchas flores. Pedúnculo escasamente pubescente; brácteas caducas, lanceoladas. Pedicelo 5-11 mm. Flores de 8-10 mm de diámetro. Hipanto campanulado, envés densamente pubescente. Sépalos triangulares, 1-1.2 mm. El fruto es un pomo rojo anaranjado, deprimido-globoso, de 4-5 mm.

## Distribución y hábitat
Se encuentra en zonas rocosas de los valles, costas, matorrales, entre los arbustos, en Taiwán.

## Taxonomía
Pyracantha koidzumii fue descrita por (Bunzō Hayata) Alfred Rehder y publicado en Journal of the Arnold Arboretum 1(4): 261, en el año 1920.
Etimología
Pyracantha: nombre genérico que deriva de las palabras griegas: pyr para "fuego" y akantha para "espinas" en referencia al color de los frutos y las espinas.
koidzumii: epíteto otorgado en honor del botánico japonés Gen-Iti Koidzumi.
Sinonimia
- Cotoneaster formosanus Hayata
- Cotoneaster koidzumii Hayata
- Cotoneaster taitoensis Hayata
- Pyracantha formosana Kaneh.
- Pyracantha koidzumii var. taitoensis (Hayata) Masam.[6]